# Bruchhausen (Landkreis Neuwied)

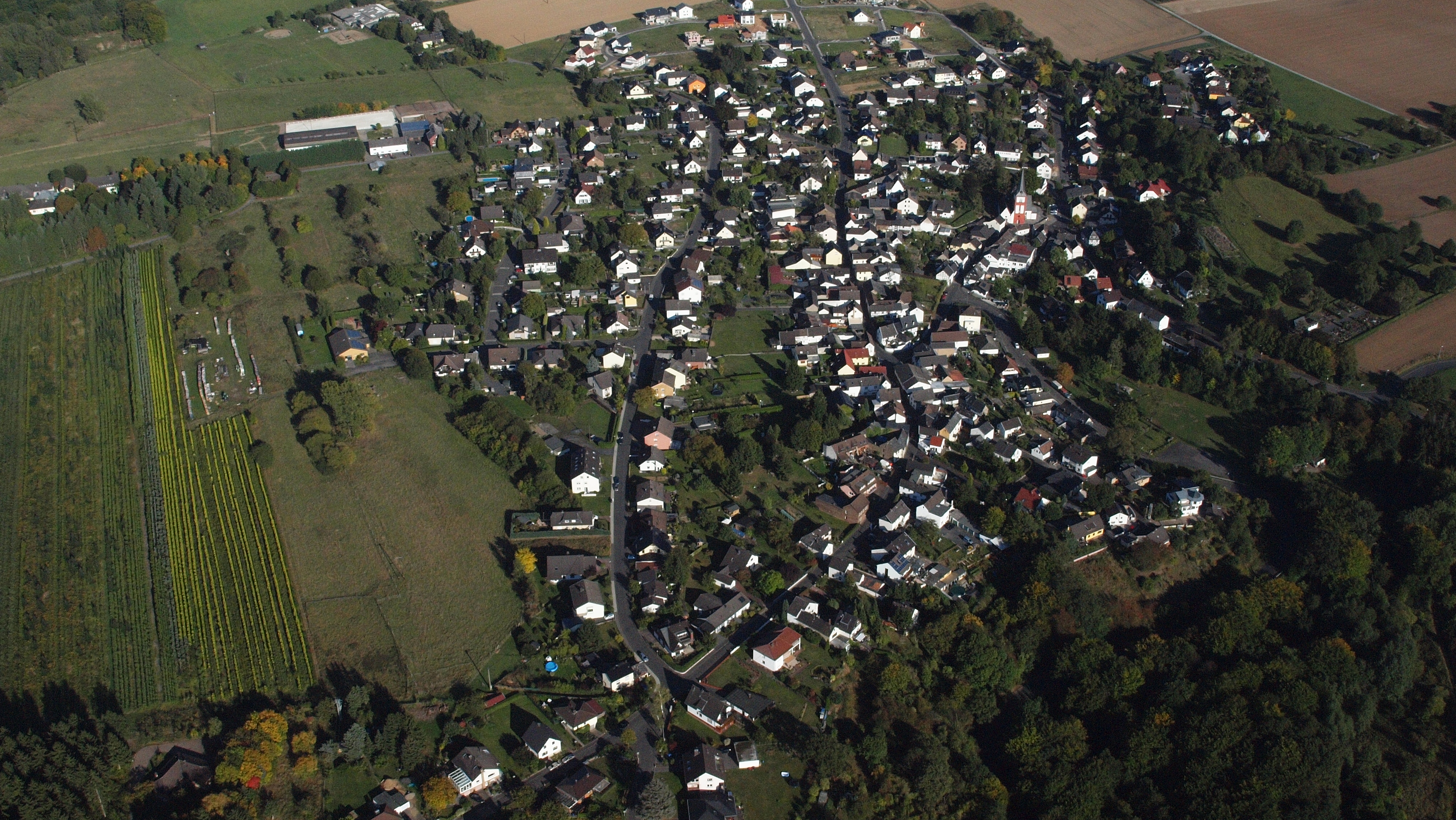
Luftaufnahme von Bruchhausen

Bruchhausen ist eine Ortsgemeinde im Landkreis Neuwied in Rheinland-Pfalz. Die Gemeinde gehört der Verbandsgemeinde Unkel an, die ihren Verwaltungssitz in der Stadt Unkel hat.

## Geographie
Die Ortschaft liegt auf einer weiträumigen Terrasse, einer lössbedeckten Riedelplatte („Bruchhausener Lössplatte“) – naturräumlich Bestandteil der Linzer Terrasse der Mittelrheinischen Bucht –, am Rande des Naturparks Rhein-Westerwald über dem Rheintal mit Blick in die Hocheifel und das Siebengebirge. Am südwestlichen Ende dieses Plateaus liegt in 1,5 km Entfernung die zur Ortsgemeinde Erpel gehörende Ortschaft Orsberg. Von Bruchhausen nach Unkel hinab führt das Tal des in der Gemarkung entspringenden Hähnerbachs, der dabei einen Höhenunterschied von über 120 m überwindet. Zu Bruchhausen gehört der Wohnplatz Haus Sankt Marienberg.

## Geschichte

### Frühzeit und Gründung
Aufgrund von Funden (spitznackiges Steinbeil, Faustkeil, Lanzenspitze) in der Nähe des Ortes ist davon auszugehen, dass eine Besiedlung bis in die Jungsteinzeit zurückgeht. Fundstücke aus dem 7. Jahrhundert lassen annehmen, dass im Ortsbereich schon in der Merowingerzeit dauerhafte Ansiedlungen bestanden. Der Name „Bruchhausen“ leitet sich wahrscheinlich her aus dem Wort Broich (sumpfiger Platz).
Die Gründung des Ortes Bruchhausen erfolgte in der Zeit um 900 n. Chr., als die ersten Einwohner auf den Rheinhöhen bei der sumpfigen Quelle des Hähnerbachs siedelten. Die erste urkundliche Erwähnung für das Jahr 1024 ist in den Urkunden des Pfarrarchivs belegt. Im Jahr 1995 wurde in Bruchhausen die offizielle „1000-Jahr-Feier“ begangen.

### Kirchengeschichte
Im 12. Jahrhundert schenkte der Kölner Erzbischof Friedrich I. nach dem Tod des kinderlosen Grafen Adolf von Saffenberg die nun ihm zustehenden, ererbten, Rechte an Erpel dem Domkapitel zu Köln. Bruchhausen gehörte bereits zu der Zeit zum Kirchspiel Erpel. Erpel erhielt Sonderrechte, die „Hohe und Freie Herrlichkeit“. Für Bruchhausen entstand eine so genannte Unterherrlichkeit. Somit gehörte Bruchhausen weltlich zum Hochgericht Erpel, kirchlich zur Pfarrei Erpel. Die kirchliche Bindung von Bruchhausen an Erpel führte zu Spannungen, die pastoralen Rechte (u. a. Pfründen) wurden eingeschränkt.
Im Jahr 1619 kam es zu einem Streit zwischen dem weltlich zuständigen Erpeler Schultheiß Johann Theuren und dem kirchlich zuständigen Pfarrer von Erpel Gottfried Ägidi. Der Streit wurde erst 1652 aus der Welt geschaffen und der Pfarrei Bruchhausen eine teilweise Selbstständigkeit zugestanden.
1821 wurde dem Bruchhausener Pfarrer Albert Raab aufgrund seiner im Jahr 1819 eingereichten Eingabe, die zunächst gerügt und ungnädig beschieden wurde, von der Kirchenbehörde die endgültige Trennung von der Erpeler Mutterkirche mitgeteilt.

### Hexenkönigin von Bruchhausen
Besonders bekannt wurde der Hexenprozess gegen Anna Katharina Spee aus Bruchhausen. Sie war Opfer der Hexenverfolgungen 1631 in Erpel mit mindestens 20 Hinrichtungen: darunter 18 Frauen und zwei Männer unter dem Hexenkommissar Jan Möden. In diesen Hexenprozessen wurde Anna Katharina Spee in den erfolterten Aussagen angeklagter Frauen des Teufelspaktes bezichtigt. Neben anderen besagte die angeklagte Els Istfels ihre Patentante Anna Katharina Spee als „Hexe“.
Das Schicksal von Anna Katharina Spee ist bis heute verbunden mit dem Votivbild der Schmerzreichen Mutter Maria in der Pfarr- und Wallfahrtskirche St. Johann Baptist in Bruchhausen. Es wurde 1636 von den Kindern der Anna Katharina Spee gespendet, nachdem sie als Hexenkönigin von Bruchhausen verbrannt worden war. Das Ölgemälde hängt dort heute noch. Die Schrift im schwarzen Holzrahmen gibt die Namen der Stifter an, die im Bild – relativ klein – vor Maria knien: Johann Jakob Spee und Agnes Spee mit ihrem Ehemann Andreas Bachem.
1675 hatte die – nach ihrer Klosterzeit – in Bruchhausen lebende Margaretha Spee (gestorben 1676) Probleme bei der Bezahlung für die Messen ihrer 44 Jahre zuvor hingerichteten Mutter. Durch den Verkauf einer Hofstelle der Burg kam es zu einem finanziellen Vergleich zwischen Margaretha Spee und der Pfarrkirche in Bruchhausen. Die daraufhin 1675 gegründete Stiftung garantiert die Finanzierung einer Messe für Anna Katharina und ihre Familie an jedem Samstag bis heute.

### Kupferbergbau
In einer Beschreibung des Bergwerks im Siepen (damaliger Name für St. Marienberg) in Bruchhausen aus dem Jahre 1789 schreibt der Bonner Geologe Carl Wilhelm Nose (1753–1835), dass „die Alten die Erze noch mit der Technik des Feuersetzens gewonnen“ hätten. Da das Schwarzpulver um 1300 erfunden wurde, kann davon ausgegangen werden, dass hier schon im Spätmittelalter Erze im Tiefbau abgebaut wurden.
Ein Bergmeister Christoff Frantz berichtet im Jahr 1668, über das „Bergwerk im Siepen“ und beschreibt eine „rege Bergbautätigkeit Anfang des 17. Jahrhunderts mit einer vortrefflichen Wasserkunst“. Infolge des Dreißigjährigen Krieges lag der Bergbau still. In seinem Bericht empfahl Frantz, das Bergwerk wieder in Betrieb zu nehmen und über einen 800 Meter langen Stollen in das Breitbachtal zu entwässern. Im Jahr 1694 erhielt Brückenmeister Anton Clouth vom Kölner Kurfürsten Joseph Clemens die Bergrechte an allen Bergwerken im Rheinbreitbacher Distrikt. Die Grube im Siepen in Bruchhausen gehörte zum Rheinbreitbacher Distrikt. Um 1700 nahm Clouth im benachbarten Rheinbreitbach und in Bruchhausen den Ausbau des Bergwerkes vor. Bis 1715 wurde ein 654 Meter langer Stollen vorangetrieben und ein Luftschacht angelegt.
Seit 1724 wird das Bergwerk St. Maria oder auch St. Marienberg genannt. In diesen Jahren wechselten die Besitzer mehrfach. Für 1731 wird von einem florierenden Betrieb berichtet, 1751 waren 150 Bergleute beschäftigt, die Belegschaft stieg auf 250 Mann. Durch verschiedene Umstände ging in den folgenden Jahren die Förderung stark zurück und kam 1790 zum Erliegen. Der Betrieb wurde nach einem erneuten Besitzerwechsel im Jahr 1797 wiederaufgenommen, in den Jahren 1800 bis 1815 wurden 3.709 Zentner Garkupfer gewonnen.

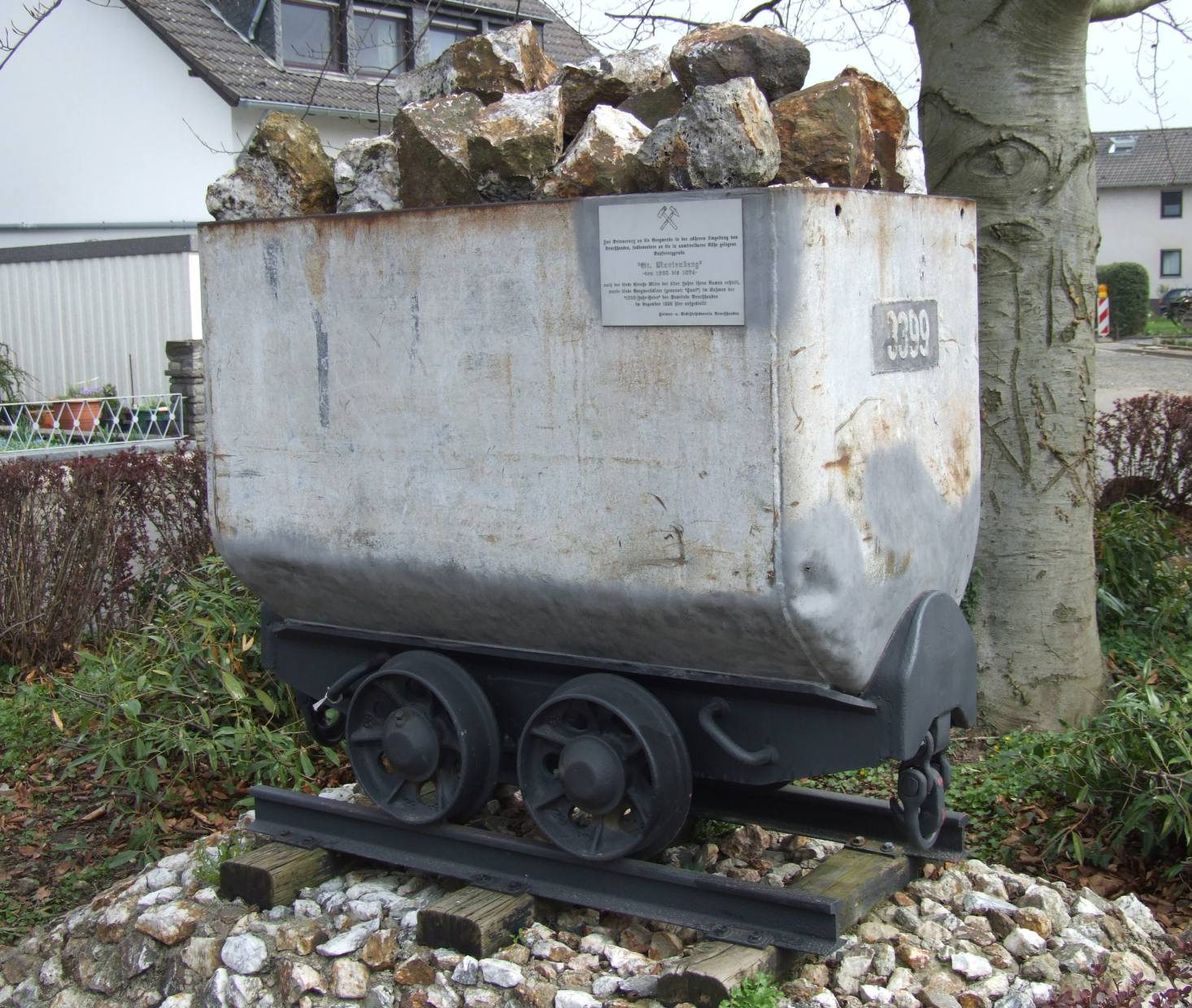
Bergwerkslore (Hunt) in Bruchhausen

Anfang des 19. Jahrhunderts wurden neue Schächte in bis zu 80 Metern Tiefe abgeteuft. Wegen fallender Kupferpreise wurde der Tiefbau im Jahr 1826 eingestellt und 1830 die Grube ganz aufgegeben. Nach einem erneuten Besitzwechsel und neuen Mutungen setzte 1841 eine neue Periode für St. Marienberg ein, nun wurde auch Dampfkraft eingesetzt. Die zur Befeuerung der Dampfmaschine benötigte Braunkohle kam aus einer Grube im benachbarten Orsberg, heute ein Ortsteil von Erpel. Nun drang man bis in eine Tiefe von 195 Metern vor, die Erzproduktion betrug im Jahr 1854 20.036 Zentner und im folgenden Jahr 12.704 Zentner. Danach wurde die Grube wegen geringer Erzvorkommen unwirtschaftlich und der Betrieb am 4. Mai 1874 endgültig eingestellt.
Eine aus dieser Zeit stammende Bergwerkslore (Hunt) ist in der Marienbergstraße aufgestellt.
In einer Übersichtskarte des Oberbergamtes Bonn von 1912 sind in der Umgebung von Rheinbreitbach und Bruchhausen 38 verschiedene Grubenfelder eingetragen. Neben der hier beschriebenen Grube St. Marienberg waren in Rheinbreitbach die Grube St. Josephsberg und die östlich von Bruchhausen im Kasbachtal liegenden Gruben Phinchen und Clemenslust die bedeutendsten.

### Verwaltungsgeschichte
Bruchhausen gehörte als Teil des Kirchspiels und der Herrschaft Erpel spätestens seit 1493 zum Kölner Domkapitel. Mit dem 1801 geschlossenen Friedensvertrag von Lunéville und dem Ergebnis des Reichsdeputationshauptschlusses wurde Bruchhausen 1803 dem Fürstentum Nassau-Usingen (ab 1806 Herzogtum Nassau) zugeordnet. Anschließend war es Teil des nassauischen Amtes Linz.
Nach den auf dem Wiener Kongress geschlossenen Verträgen kam Bruchhausen 1815 zum Königreich Preußen, das 1816 im Rheinland neue Verwaltungsstrukturen einführte. Bruchhausen gehörte seitdem als Gemeinde zur Bürgermeisterei Unkel (1927 umbenannt in „Amt Unkel“) im Kreis Linz, nach dessen Auflösung 1822 zum Kreis Neuwied. 1885 zählte zur Gemeinde Bruchhausen der Wohnplatz Grube Sankt Marienberg mit sieben Einwohnern in zwei Wohnhäusern. Seit der Auflösung des Amts Unkel zum 1. Oktober 1968 gehört Bruchhausen als Ortsgemeinde zur Verbandsgemeinde Unkel.

### Einwohnerentwicklung
Entwicklung der Einwohnerzahl (31. Dezember):
| Jahr | Einwohner |
| ---- | --------- |
| 1815 | 254       |
| 1835 | 296       |
| 1871 | 347       |
| 1905 | 432       |
| 1939 | 511       |
| 1950 | 489       |
| 1961 | 507       |

| Jahr | Einwohner |
| ---- | --------- |
| 1965 | 651       |
| 1970 | 721       |
| 1975 | 719       |
| 1980 | 757       |
| 1985 | 757       |
| 1987 | 778       |
| 1990 | 812       |

| Jahr | Einwohner |
| ---- | --------- |
| 1995 | 928       |
| 2000 | 956       |
| 2005 | 946       |
| 2011 | 893       |
| 2017 | 958       |
| 2023 | 956       |

## Politik

### Gemeinderat
Der Gemeinderat in Bruchhausen besteht aus 12 Ratsmitgliedern, die bei der Kommunalwahl am 9. Juni 2024 in einer personalisierten Verhältniswahl gewählt wurden, und dem ehrenamtlichen Ortsbürgermeister als Vorsitzendem.
Die Sitzverteilung im Gemeinderat:
| Wahl | CDU | SPD | Gesamt   |
| ---- | --- | --- | -------- |
| 2024 | 9   | 3   | 12 Sitze |
| 2019 | 9   | 3   | 12 Sitze |
| 2014 | 9   | 3   | 12 Sitze |
| 2009 | 9   | 3   | 12 Sitze |
| 2004 | 10  | 2   | 12 Sitze |

### Bürgermeister
Stefan Heinrichs (CDU) wurde am 16. Juli 2024 Ortsbürgermeister von Bruchhausen. Bei der Direktwahl am 9. Juni 2024 war ohne Gegenkandidat mit 74,1 % der Stimmen gewählt worden.
Heinrichs Vorgänger Markus Fischer (CDU) hatte das Amt im Juli 2004 übernommen. Zuletzt bei der Direktwahl am 26. Mai 2019 wurde er mit einem Stimmenanteil von 78,45 % für weitere fünf Jahre in seinem Amt bestätigt. Zur Direktwahl 2024 trat er nicht erneut zur Wiederwahl an.

### Wappen
| Wappen von Bruchhausen | Blasonierung: „Unter silbernem Schildhaupt, darin ein durchgehendes schwarzes Balkenkreuz, zweimal gespalten; vorn in Rot eine goldene Weintraube an grünem Stiel mit zwei grünen Blättern; in der Mitte auf Gold eine gekrönte Madonna mit gekröntem Kind, goldenem Brustkreuz und silbernem Mantel, bestreut mit roten Herzen und schwarzen Kreuzen; hinten in Rot eine goldene Garbe.“ |
| Wappen von Bruchhausen | Wappenbegründung: Das schwarze Kreuz im Schildhaupt verweist auf die ehemalige territoriale Zugehörigkeit zu Kurköln. Die Muttergottes stellt das Gnadenbild „Maria Zuflucht der Sünder“ in der Pfarr- und Wallfahrtskirche zu Bruchhausen dar. Weintraube und Garbe versinnbildlichen den Wein- und Ackerbau in der Gemeinde. Das Wappen ist rechtsgültig seit dem 1. Mai 1923.          |

## Sehenswürdigkeiten

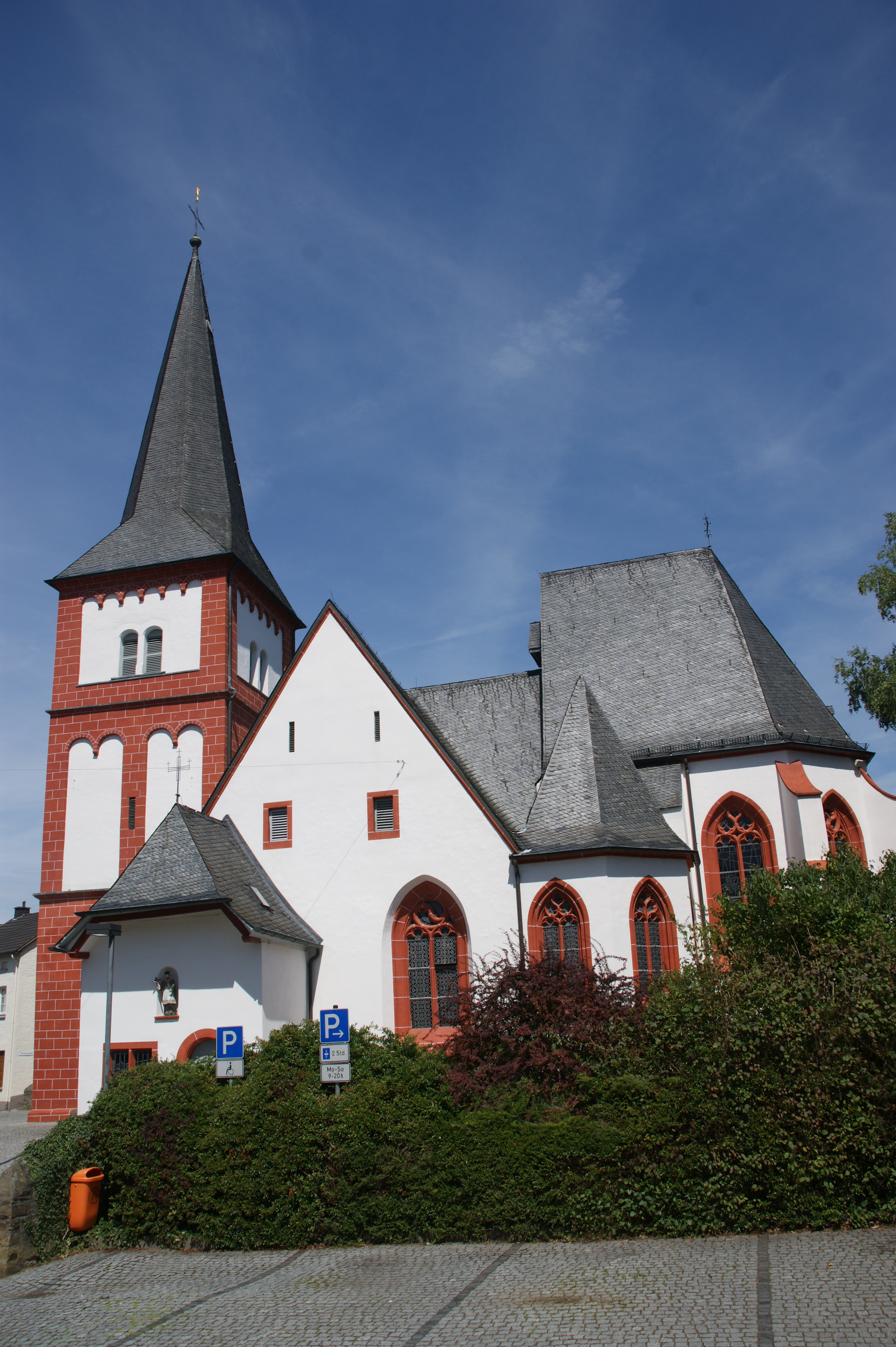
St. Johannes Baptist

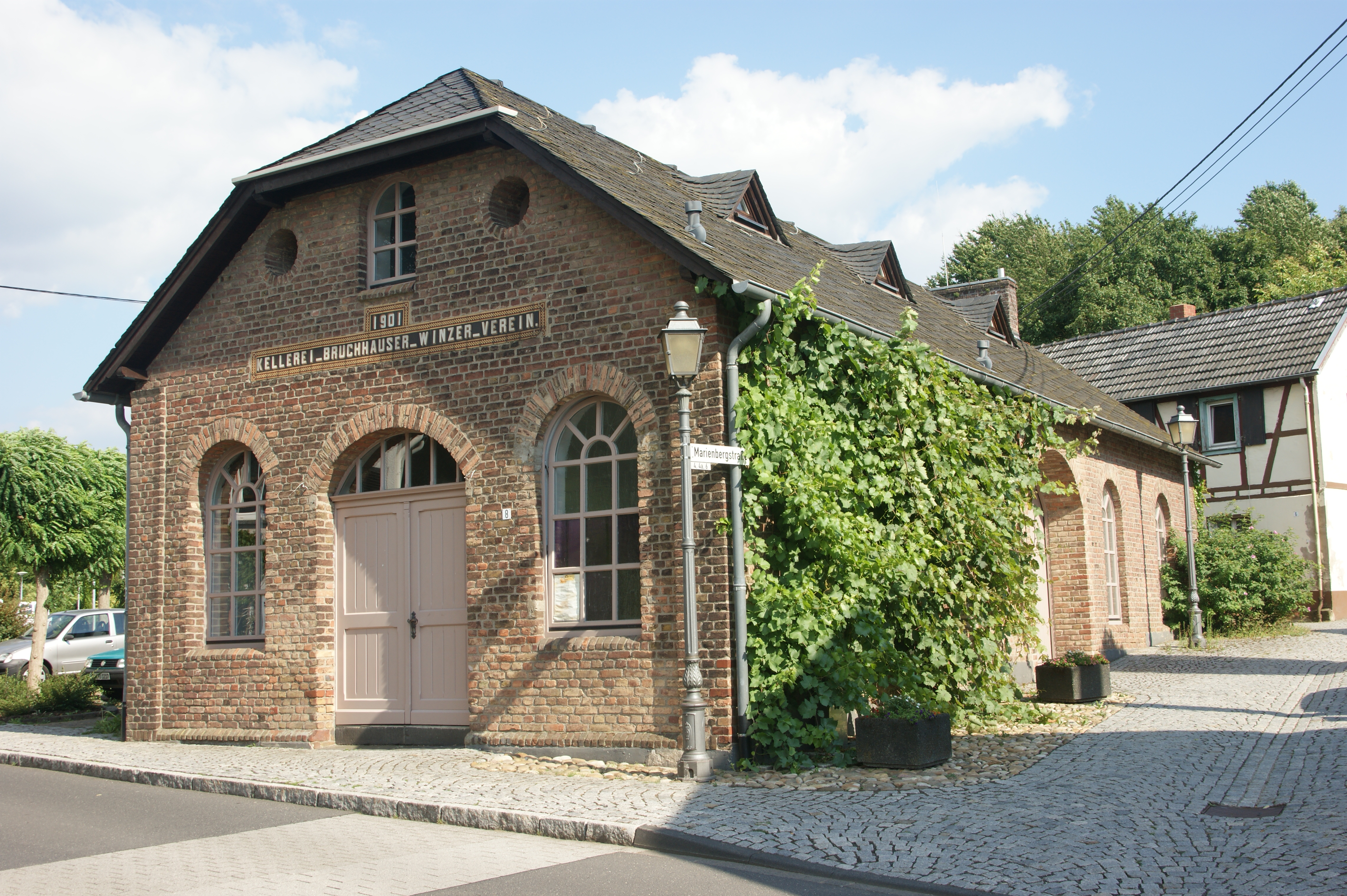
Winzerkeller

- Die 2005 restaurierte, auf 1230 zurückgehende, Marienwallfahrtskirche St. Johann Baptist (Zuflucht der Sünder) im Ortskern, mit einem für das Rheinland als einzigartig geltenden Totentanzbildnis und zahlreichen Skulpturen. Sie ist bis heute Ziel der wallfahrtenden Marienverehrung.
- Der alte Winzerkeller gegenüber der Kirche.
- Die Bruchhausener Burg des Grafen von Spee aus dem 17. Jahrhundert, in der Waldstraße
- Das Haus der Grafen von Trips
- Das alte Pfarrhaus, ein Fachwerkbau aus dem 18. Jahrhundert
- Siehe auch Liste der Kulturdenkmäler in Bruchhausen (Landkreis Neuwied)

### Ausflugsziele
Im angrenzenden Erpeler Wald befindet sich die Laurentius-Hütte, sowie der Bildstock Auge Gottes (auf der Gemarkung von Rheinbreitbach). Auch eine Kriegsgräberstätte befindet sich in Ortsnähe, allerdings bereits auf dem Gemeindegebiet von Unkel.

## Verkehr
Der Ort liegt an der Landstraße 252 zwischen Unkel und Neustadt (Wied), die in den Jahren 1926 (Bruchhausen–Unkel) und 1934/35 (Bruchhausen–Kretzhaus) gebaut wurde, und ist über diese mit der Bundesstraße 42 verbunden. Die nächste Autobahnanschlussstelle ist Bad Honnef/Linz am Rhein an der Bundesautobahn 3.
Der nächstgelegene Bahnhof befindet sich in Unkel an der rechten Rheinstrecke.

## Persönlichkeiten
- Hans Leopold Höhl (1910–1995), Kaufmann
- Eberhard Stroot (* 1951), Leichtathlet und Olympiateilnehmer